# Cerimònia del te

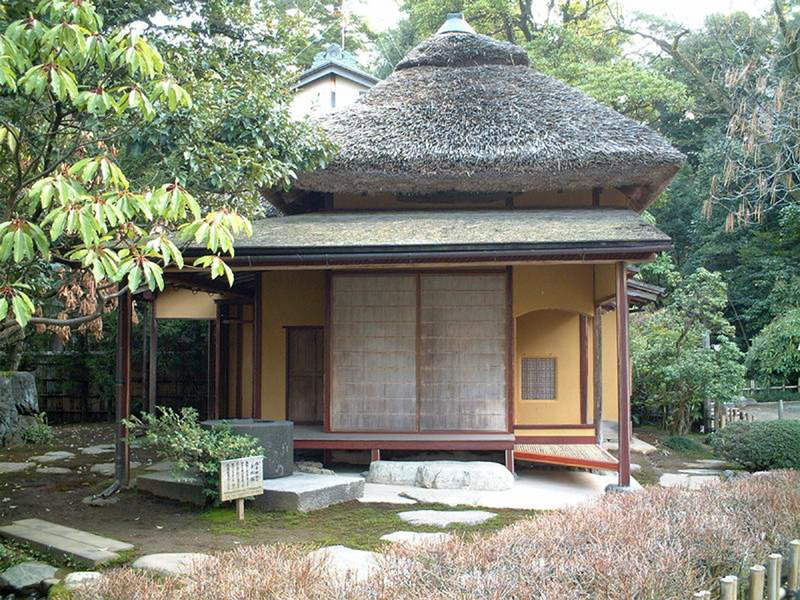
Edifici per a la cerimònia del té

La cerimònia japonesa del te, anomenada en japonès "el camí del te" (茶の湯 chanoyu o 茶道 chadō, també pronunciat sadō) és una activitat cultural japonesa que implica la preparació cerimonial i presentació del matxa, un te verd en pols. L'art d'aquesta representació s'anomena temae (点前). El budisme zen ha estat la principal influència en el desenvolupament de la cerimònia del te.
Els pilars de la cerimònia del te es van posar des del moment en què els samurais van començar a aficionar-se al matxa, al segle xiii. A això cal sumar-li el budisme zen, la versió japonesa del budisme. La cerimònia consisteix a preparar i servir el te, però lluny de fer-ho de forma àrida, com qualsevol altra activitat quotidiana, aquesta pràctica adquireix al Japó un valor solemne, en el qual la humilitat, la naturalitat, la simplicitat i la moderació són elements essencials. La cerimònia del te té una durada de quatre hores, si es fa sencera (en aquesta versió rep el nom de Cha-ji). En aquest cas, no es limita a la simple preparació del te, sinó que inclou el kaiseki, que és un menjar lleuger, el usucha, la presa d'un te lleuger i la koicha, que és un te més espès i pesat. Finalment, la persona encarregada de la cerimònia ha d'estar familiaritzada amb una sèrie de sabers tradicionals, que abasten tant els coneixements sobre els tipus de te i la seva producció, com el quimono, l'arranjament floral, la cal·ligrafia, l'encens, etc.

## Llocs de celebració
Les cerimònies del te japoneses generalment es duen a terme en sales construïdes específicament o en habitacions destinades a la cerimònia del te. Tot i que una habitació construïda especialment amb tatamis al terra es considera el lloc ideal per a la cerimònia del te, qualsevol lloc on es puguin disposar els estris necessaris per a preparar i servir el te, i on l'amfitrió pugui preparar el te en presència dels convidats asseguts, es pot utilitzar com a lloc per a la cerimònia del te. Per exemple, es pot fer la cerimònia a l'aire lliure d'estil pícnic, coneguda com a nodate (野点). Per a aquesta ocasió s'utilitza un paraigua vermell anomenat nodate-kasa (野点傘).
Una sala especialment equipada per a la cerimònia del te en estil wabi es diu chashitsu i idealment té una superfície de 4,5 tatamis. En un chashitsu especialment equipat, normalment hi ha un sostre baix, un fogó encastat al terra, una alcova per penjar rodets i col·locar altres objectes decoratius, així com entrades separades per a l'amfitrió i els convidats. També està contigu a una zona per a la preparació del te, coneguda com a mizuya.

## Estacions de l'any
El canvi d'estacions i les variacions estacionals es consideren importants per gaudir del te i la cerimònia del te. Tradicionalment, els amants del te divideixen l'any en dues estacions principals: la temporada de l'enfocament (炉, ro), que correspon als mesos freds (tradicionalment de novembre a abril), i la temporada de l'inferior (風炉, furo), que coincideix amb els mesos càlids (tradicionalment de maig a octubre).
Depenent de l'estació, es canvien els temae, les vaixelles i altres equipaments utilitzats. Idealment, la configuració dels tatamis a la sala de 4,5 tatamis també es canvia segons l'estació.
Durant la temporada de l'enfocament, el mestre del te obre l'enfocament al centre de la sala del te. L'aigua es calenta amb l'ajuda de l'enfocament. L'enfocament és l'única font de calor a l'habitació durant l'hivern. Durant la temporada de l'inferior, l'aigua s'escalfa a l'inferior. El clima determina quan exactament utilitzar l'enfocament o l'inferior.